# G 120教練機
G 120教練機是一款由德國格羅布飛機公司根據G 115教練機研製的一架採用復合材料機身和低尾翼的初級教練機。

## 發展

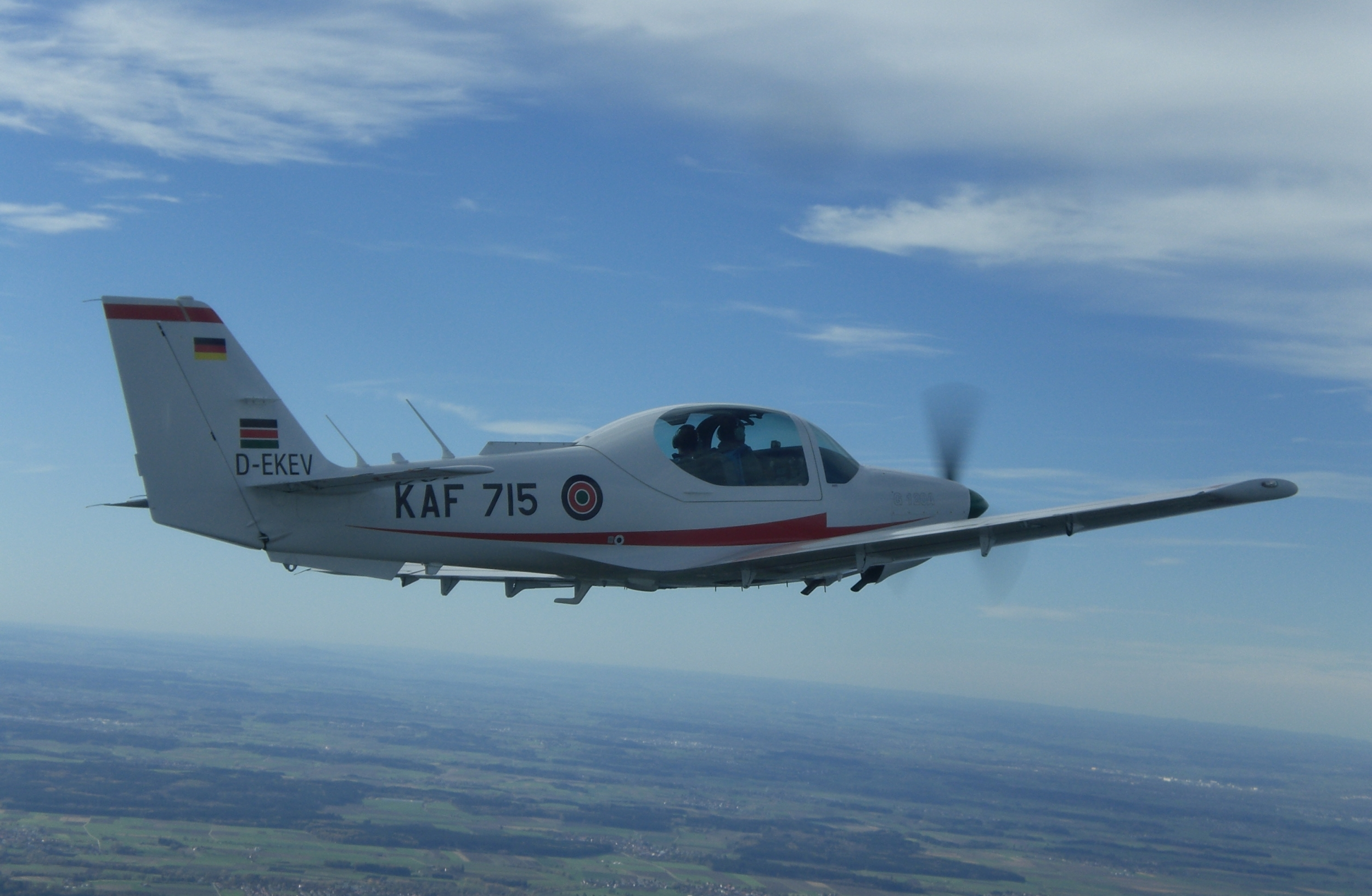
飛行中的肯亞空軍G 120A

該機壽命為15000小時，並且駕駛艙具有舒適的空間。該機提供空調系統、可移動座椅、方向舵踏板和第二個推力桿。

## 型號
- G 120A

活塞動力版本的G 120
- G 120TP

渦輪螺旋槳動力版本的G 120

## 服役國家

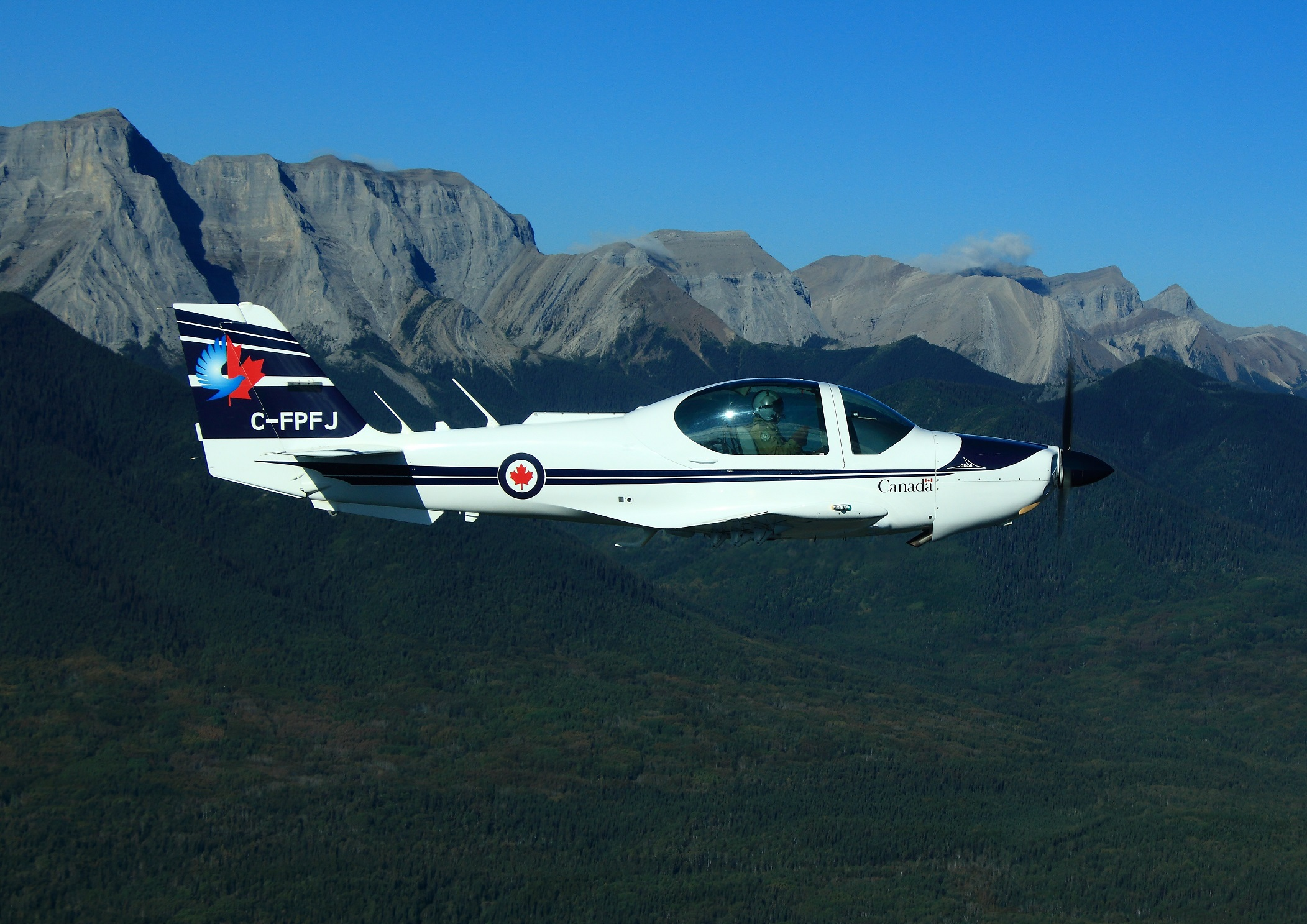
飛行中的加拿大皇家空軍G 120A

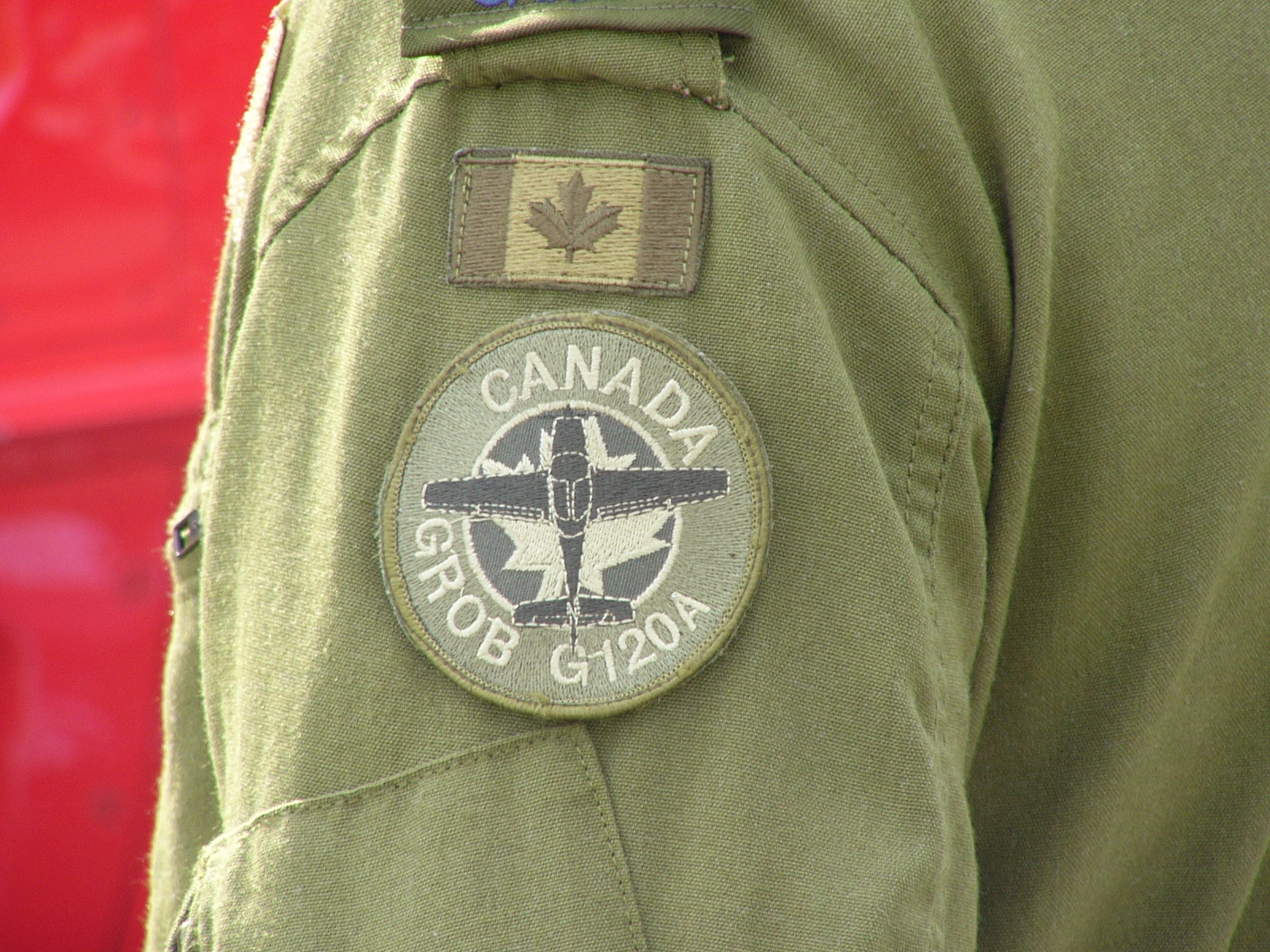
配戴G 120飛行勳章的加拿大皇家空軍受訓員

- 加拿大
- 法國
- 德国
- 以色列